# Conservant
Un conservant este o substanță chimică adăugată unor produse, precum alimente, băuturi, medicamente, vopsele, probe biologice sau cosmetice, cu scopul de a preveni descompunerea acestora prin inhibarea microorganismelor sau a unor reacții chimice indezirabile.

## Tipuri

### Conservanți antimicrobieni
Conservanții antimicrobieni previn degradarea produselor, care poate avea loc din cauza anumitor microorganisme. Această metodă de conservare este una dintre cele mai vechi utilizate, murarea fiind utilizată încă din Antichitate pentru prevenirea creșterii microbiene. Unul dintre cei mai utilizați agenți antimicrobieni este acidul lactic, dar există multe alte exemple. Azotații și azotiții sunt de asemenea adesea utilizați pe post de conservanți.
| Număr E     | Denumirea compusului chimic                | Note                                                                      |
| ----------- | ------------------------------------------ | ------------------------------------------------------------------------- |
| E200 – E203 | acid sorbic, sorbat de sodiu și sorbați    | adesea utilizat în brânzeturi, vin, produse coapte                        |
| E210 – E213 | acid benzoic, benzoat de sodiu și benzoați | utilizat în mâncăruri acide, precum gemuri, sucuri, murături, sos de soia |
| E214 – E219 | hidroxibenzoat și derivați                 | stabili la o variație mare de pH                                          |
| E220 – E227 | dioxid de sulf și sulfiți                  | comun pentru fructe                                                       |
| E249 – E250 | nitriți (azotiți)                          | utilizat în carne, împotriva toxinei botulinice                           |
| E251 – E252 | nitrați (azotați)                          | utilizat în carne                                                         |
| E270        | acid lactic                                | -                                                                         |
| E280 – E283 | acid propionic și propionat de sodiu       | produse coapte                                                            |

### Antioxidanți

Prima fază a procesului de râncezire al grăsimilor, care are un mecanism radicalic. Procesul este mult încetinit de către antioxidanți.

Procesele de oxidare sunt cauza majoritară a degradării produselor alimentare, în special a celor cu conținut ridicat în grăsimi. Grăsimile se râncezesc în contact cu aerul, iar antioxidanții previn sau inhibă acest proces de oxidare. Cei mai comuni conservanți antioxidanți sunt acidul ascorbic (vitamina C) și ascorbații. Astfel, antioxidanții sunt adesea utilizați pentru produse precum uleiuri, brânzeturi sau chips-uri. Alți antioxidanți sunt derivați ai fenolului, precum BHA, BHT, TBHQ și galat de propril. Acești agenți antioxidanți inhibă formarea de hidroperoxizi.
| Număr E     | Denumirea compusului chimic           | Note                  |
| ----------- | ------------------------------------- | --------------------- |
| E300-304    | acid ascorbic, ascorbat de sodiu      | brânzeturi, chips-uri |
| E321        | butilhidroxianisol, butihidroxitoluen |                       |
| E310-312    | acid galic și galat de sodiu          |                       |
| E220 – E227 | dioxid de sulf și sulfiți             | băuturi, vin          |
| E306 – E309 | tocoferoli                            |                       |